# Hornet, Antarktis
Hornet är en bergstopp i Antarktis. Den ligger i Östantarktis. Norge gör anspråk på området. Toppen på Hornet är 1 843 meter över havet.
Terrängen runt Hornet är kuperad åt nordost, men åt sydväst är den platt. Hornet är den högsta punkten i trakten. Trakten är glest befolkad. Närmaste befolkade plats är Sarie Marais, 19,7 kilometer norr om Hornet. 